# Amber Rose
Amber Rose Levonchuck (Philadelphia, 1983. október 21. –) amerikai modell és televíziós személyiség. Feltűnéstt azután keltett fel, hogy szerepelt Young Jeezy 2008-as Put On című kislemezének videóklipjében, amelyben Kanye West is szerepelt. Ezután egy párt alkotott Westtel, aminek következtében a Louis Vuitton márka modellje lett; ezután modellszerződést írt alá a Ford Modelsszel. Több hip-hop videóban szerzett szélesebb körű elismerést videovixen. Miután 2010-ben elvált Westtől, Wiz Khalifával alkotott egy párt, majd 2013-ban összeházasodtak, de 2014-ben elváltak. Simon & Schuster ezután kiadta a How to Be a Bad Bitch című könyvét. 2016-ban saját talkshow-t, a The Amber Rose Show-t vezette a VH1 nevű amerikai tévécsatornán, és elkezdte vezetni a Loveline szindikált rádiós műsort.

## Gyermekkora
Édesapja Michael Levonchuck, édesanyja Dorothy Rose. Apai ágon ír és olasz származású, míg anyai ágon zöld-foki származású. Egy testvére van, Antonio Hewlett. Rose Philadelphia déli részén nőtt fel.
15 évesen sztriptízelni kezdett Paris álnéven, hogy eltartsa családját szülei válása után. Van Lathan The Red Pill című podcastjában elmondta, hogy próbált crack kokaint eladni, de nem járt sikerrel.

## Pályafutása

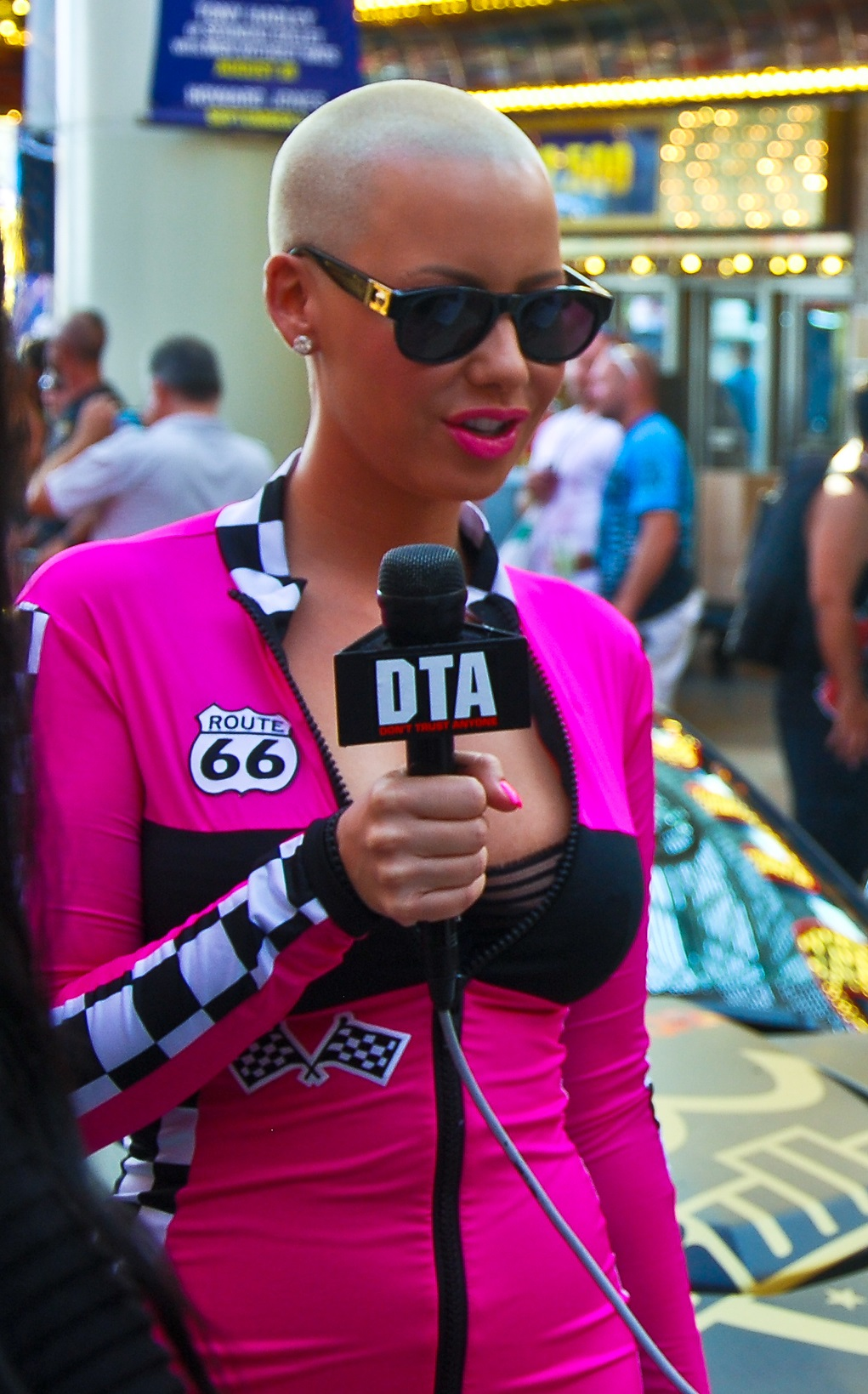
A 2011-es Bullrun Rally-n Las Vegasban

Rose szereplése a Young Jeezy 2008-as Put On című kislemezének videoklipjében felkeltette Kanye West figyelmét, aki vendégként szerepelt a dalban és a videóklipben. Rose később szélesebb körben ismertté vált, miután egy Louis Vuitton nyomtatott reklámnak pózolt, amely West tornacipőjét mutatja be. Szerepelt a New York-i divathéten a Celestino című filmben, később pedig olyan klipekben szerepelt, mint Nicki Minaj Massive Attack című klipje, Young Jeezy Vacation című klipje, Wiz Khalifa No Sleep című klipje, Fabolous You Be Killin' Em című klipje, Ludacris What Them Girls Like című klipje, és  Future Mask Off című klipje. 2009 és 2010 között a Ford Models modellügynökséggel volt szerződésben.
2010-ben feltűnt Russell Simmons valóságshow-jában a két asszisztenséről, a Running Russell Simmonsról. Szerepelt a NOH8 Campaign egyik PSA-jában is. 2011-ben Rose vendégzsűritag volt a RuPaul's Drag Race 3. évadában. Zsűritag volt a Master of the Mix 2. évadjában is. 2011 novemberében a Smirnoff szóvivője lett, és televíziós hirdetésekben és óriásplakátokon szerepelt a cég új ízeivel, a Whipped Cream és a Fluffed Marshmallow-val.
2016. augusztus 30-án bejelentették, hogy Amber Rose egyike azoknak a hírességeknek, akik versenyeznek a Dancing with the Stars 23. évadában. A partnere Makszim Csmerkovszkij profi táncos volt. Október 17-én kiestek, és a kilencedik helyen végeztek.

### Zenei pályafutása
Rose 2012. január 10-én adta ki debütáló kislemezét, a Fame-et, amelyen akkori vőlegénye, Wiz Khalifa, majd a következő hónapban egy második kislemez, Loaded címmel. Ezután rappelt a Khalifa's ONIFC tizenegyedik számában, a Rise Above címmel Tuki Carter és Pharrell Williams rapperekkel együtt, akik közül az utóbbi készítette a dalt. Leticia „Tish” Cyrus, Miley Cyrus énekesnő édesanyja irányította, aki Rose és Khalifa közeli barátja volt.

### Üzleti tevékenysége
2009 szeptemberében Rose bejelentette saját szemüvegcsaládjának bevezetését. 2012-ben Rose ruházati vonalat nyitott barátjával, Priscilla Onóval Rose & Ono néven. Rose vendégszerepelt a Wild 'N Out egyik epizódjában az MTV2-n, és MaryWanna-ként szerepet kapott a School Dance című filmben, amelyet akkori menedzsere, Nick Cannon rendezett 2014-ben. Simon & Schuster kiadta első könyvét, amely a How to Be a Bad Bitch címet viseli, melyben tanácsokat és személyes anekdotákat kínál a pénzügyektől a karrieren át a szerelemig és a divatig. A borítón a híres fotós, David LaChapelle képe látható.
2015-ben Rose leforgatta a Walk of No Shame with Amber Rose című filmet a Funny or Die című komédiavideó-weboldallal. 2016 márciusában Rose elindított egy emodzsi-alkalmazást MuvaMoji néven, amely 900 emoji ikont tartalmaz, amelyeket ő gondozott. 2016 májusában bejelentették, hogy Rose a VH1-en The Amber Rose Show című saját talkshow-jában fog szerepelni, amely 2016. július 8-án debütált. 2016. szeptember 8-án Rose megkezdte a Loveline házigazdáját.

## Magánélete
2020-ban Rose elkezdett képeket árulni az OnlyFans oldalon. Azt mondta, korábban akarta megtenni, de a terhessége miatt későbbre halasztotta.

### Kapcsolatai
Rose 2008-tól kezdve két évig Kanye West rapperrel alkotott egy párt.
2013-ban feleségül ment Wiz Khalifához, és született egy közös fiuk. Rose, Khalifa és fiuk megosztották idejüket Los Angelesben és Canonsburgban, Pennsylvaniában. Rose 2014. szeptember 22-én beadta a válókeresetet Khalifától, kibékíthetetlen ellentétekre hivatkozva, és azt tervezte, hogy átveszik a fiuk teljes felügyeletét. 2015-től Rose és Khalifa közös felügyeleti joggal rendelkezik fiuk felett.
2015-ben rövid ideig Machine Gun Kelly párja volt. 2016-ban Rose az NBA-játékos Terrence Ross-szal alkohott egy párt.
2017 nyarától Rose 21 Savage párja volt. 2018 márciusában felbomlott a kapcsolatuk.
2019. április 3-án Rose az Instagram-on bejelentette, hogy második gyermekét várja a Def Jam ügyvezetőjétől, Alexander „A.E.” Edwardstól. 2019 októberében Rose-nak fia született.

## Filmográfia
| Év      | Cím                               | Szerep             | Megjegyzések                        |
| ------- | --------------------------------- | ------------------ | ----------------------------------- |
| 2007    | A Haunting                        | Jessie             | 1 epizód                            |
| 2008    | Better Off Alone                  | Jennifer           | Rövidfilm                           |
| 2010    | The Hills                         | Önmaga             |                                     |
| 2011    | RuPaul – Drag Queen leszek!       | Önmaga             | Guest judge                         |
| 2011–12 | Master of the Mix                 | Önmaga             | Judge                               |
| 2012    | Gang of Roses II: Next Generation | Tara X             | Film                                |
| 2014    | School Dance                      | MaryWanna          | Film                                |
| 2014    | Selfie                            | Fit Brit           | Tévésorozat                         |
| 2015    | Sister Code                       | Lexi               | Film                                |
| 2015    | Black-ish                         | Dominique          | 1 epizód                            |
| 2016    | Hollywood Medium with Tyler Henry | Önmaga             | Tévésorozat                         |
| 2016    | What Happened Last Night          | Melanie            | Film                                |
| 2016    | The Eric Andre Show               | Önmaga             | Tévésorozat                         |
| 2016    | The Amber Rose Show               | Önmaga             |                                     |
| 2016    | Dancing with the Stars            | Önmaga/Contestant  | 23. évad                            |
| 2017    | Topmodell leszek!                 | Önmaga/Guest       | 23. évad                            |
| 2019    | Gordon Ramsay – A pokol konyhája  | Önmaga/Guest diner | A What's Your Motto? című epizódban |
| 2022    | Good Mourning                     | Weed girl          |                                     |
| 2022    | Intervention                      | Önmaga             | 24. évad                            |

## Fordítás
- Ez a szócikk részben vagy egészben  az   Amber Rose című angol Wikipédia-szócikk ezen változatának fordításán alapul.  Az eredeti cikk szerkesztőit annak laptörténete sorolja fel. Ez a jelzés csupán a megfogalmazás eredetét és a szerzői jogokat jelzi, nem szolgál a cikkben szereplő információk forrásmegjelöléseként.

## Külső hivatkozások
- Amber Rose az Instagramon
- Amber Rose az IMDb-en
- Amber Rose a SKAM Artist-on